# Marián Studenič
Marián Studenič (* 28. října 1998 Skalica) je profesionální slovenský hokejový útočník momentálně působící v klubu Färjestad BK ve švédské nejvyšší lize (SHL). V roce 2017 byl draftován v 5. kole z celkové 143. pozice klubem New Jersey Devils.

## Statistiky

### Klubové statistiky
| Sezóna      | Klub                       | Soutěž      |    | Základní část | Základní část | Základní část | Základní část | Základní část |   | Play off | Play off | Play off | Play off | Play off |
| Sezóna      | Klub                       | Soutěž      | Z  | G             | A             | B             | TM            | Z             | G | A        | B        | TM       |          |          |
| 2014–15     | HK 36 Skalica              | SVK         | 1  | 0             | 0             | 0             | 0             | —             | — | —        | —        | —        |          |          |
| 2015–16     | HK 36 Skalica              | SVK         | 35 | 8             | 8             | 16            | 20            | —             | — | —        | —        | —        |          |          |
| 2015–16     | HK Dukla Trenčín           | SVK         | 2  | 0             | 0             | 0             | 0             | —             | — | —        | —        | —        |          |          |
| 2016–17     | Hamilton Bulldogs          | OHL         | 58 | 18            | 12            | 30            | 23            | 7             | 2 | 2        | 4        | 4        |          |          |
| 2017–18     | Hamilton Bulldogs          | OHL         | 62 | 20            | 28            | 48            | 14            | 21            | 3 | 12       | 15       | 12       |          |          |
| 2018–19     | Binghamton Devils          | AHL         | 64 | 13            | 15            | 28            | 18            | —             | — | —        | —        | —        |          |          |
| 2019–20     | Binghamton Devils          | AHL         | 37 | 9             | 8             | 17            | 20            | —             | — | —        | —        | —        |          |          |
| 2020–21     | HC Slovan Bratislava       | SVK         | 25 | 6             | 9             | 15            | 50            | —             | — | —        | —        | —        |          |          |
| 2020–21     | Binghamton Devils          | AHL         | 22 | 3             | 4             | 7             | 14            | —             | — | —        | —        | —        |          |          |
| 2020–21     | New Jersey Devils          | NHL         | 8  | 1             | 1             | 2             | 4             | —             | — | —        | —        | —        |          |          |
| 2021–22     | New Jersey Devils          | NHL         | 17 | 1             | 0             | 1             | 0             | —             | — | —        | —        | —        |          |          |
| 2021–22     | Utica Comets               | AHL         | 13 | 5             | 5             | 10            | 6             | —             | — | —        | —        | —        |          |          |
| 2021–22     | Texas Stars                | AHL         | 4  | 2             | 4             | 6             | 6             | —             | — | —        | —        | —        |          |          |
| 2021–22     | Dallas Stars               | NHL         | 16 | 1             | 2             | 3             | 6             | 4             | 0 | 0        | 0        | 2        |          |          |
| 2022–23     | Texas Stars                | AHL         | 67 | 21            | 27            | 48            | 35            | 8             | 2 | 4        | 6        | 2        |          |          |
| 2022–23     | Dallas Stars               | NHL         | 3  | 0             | 0             | 0             | 0             | —             | — | —        | —        | —        |          |          |
| 2023–24     | Coachella Valley Firebirds | AHL         | 64 | 15            | 29            | 44            | 14            | 18            | 4 | 7        | 11       | 8        |          |          |
| 2023–24     | Seattle Kraken             | NHL         | 2  | 0             | 0             | 0             | 2             | —             | — | —        | —        | —        |          |          |
| 2024–25     | Färjestad BK               | SHL         | 50 | 14            | 30            | 44            | 43            | 6             | 4 | 1        | 5        | 2        |          |          |
| SVK celkově | SVK celkově                | SVK celkově | 63 | 14            | 17            | 31            | 70            | —             | — | —        | —        | —        |          |          |
| NHL celkově | NHL celkově                | NHL celkově | 46 | 3             | 3             | 6             | 12            | 4             | 0 | 0        | 0        | 2        |          |          |